# Séminaire Notre-Dame-de-Fátima de Dili
Le séminaire mineur Notre-Dame-de-Fátima de Dili (en portugais : Seminário Menor de Nossa Senhora de Fátima), est un séminaire Catholique romain situé dans la ville de Dare dans la municipalité de Dili, à une trentaine de minutes de la capitale, au Timor oriental. Le séminaire était initialement situé dans la municipalité de Manatuto au sud de Dili. Après son déplacement à Dare en 1951, le Vatican enregistre canoniquement le séminaire en 1954. Repris par les Jésuites en 1958, le séminaire est à nouveau déplacé en périphérie de Dili en 1978.

## Histoire
À Dare, le séminaire qui, avec son emplacement sur les hautes montagnes ceinturant Dili, représente l'établissement d'enseignement le plus important du Timor oriental où la vaste majorité des dirigeants timorais ont reçu leur éducation.

### Occupation indonésienne
Le 13 décembre 1975, quelques jours après le début de l'invasion indonésienne du Timor oriental, le bâtiment du séminaire est bombardé. En 1978, le père José Martins et le père João Felgueiras rouvrent le séminaire dans le Externato de S. José, bâtiment situé en périphérie de Dili.
En 1983, le collège Saint-Joseph (en) devient une institution séparée du séminaire. Parmi les élèves du collège se trouvent environ une cinquantaine de séminaristes.
Le séminaire représente durant cette période le seul établissement rendant possible une éducation post-secondaire pour les Timorais. Parmi les étudiants ayant fréquenté le séminaire durant l'occupation indonésienne  se trouve Nicolau dos Reis Lobato, Carlos Filipe Ximenes Belo,, ainsi que Xanana Gusmão qui passe quatre années au séminaire, Plusieurs combattants du Fretilin ont étudié au séminaire, dont José Ramos-Horta.
Jusqu'à l'indépendance du pays, l'enseignement dans le séminaire se faisait en langue indonésienne.

### Indépendance
En juillet 2000, le séminaire est le site de cérémonie du mariage du président timorais Xanana Gusmão avec Kirsty Sword. En 2001, environ 30 candidats timorais sont éligibles au sacerdoce diocésain et, en 2017, le séminiaire compte 254 étudiants,. Le 1er mars 2007, le nouvel nonce apostolique, l'archevèque Leopoldo Girelli célèbre la messe dans la cathédrale de l'Immaculée-Conception avant de visiter le séminaire.
Le père Lopes Mouzinho, recteur du séminaire, permet l'établissement de réfugiés déplacés à la suite des violences causées par la crise timoraise de 2006 sur les terrains séminaire.

### Opérations courantes
En 2010, étant le seul séminaire mineur présent dans le pays, celui-ci devient de plus en plus contingenté quant au nombre de candidatures à la prêtrise. Ce faisant, des plans sont élaborés afin de créer un second séminaire mineur. En 2017, le séminaire Saint-Joseph (en) dans le diocèse de Maliana ouvre ses portes.
En 2016, le recteur de l'établissement est le père Angelo Salsinha. Lors d'un entretien au séminaire le 8 mars 2016, Ionut Paul Strejac, chargé d'affaires du Vatican au Timor oriental, parle à environ 400 jeunes étudiants timorais à propos de la réconciliation, des conflits et de la violence.